# Tournoi de Londres de rugby à sept 2006
Navigation
2005 2007
Le Tournoi de Londres de rugby à sept 2006 (anglais : London rugby sevens 2006) est la 8e et dernière étape de la saison 2005-2006 du IRB Sevens World Series. Elle se déroule les 3 et 4 juin 2006 au Stade de Twickenham à Londres, en Angleterre.
La victoire finale revient à l'équipe des Fidji, battant en finale l'équipe des Samoa sur le score de 54 à 15.

## Équipes participantes
Seize équipes participent au tournoi :
- Afrique du Sud
- Allemagne
- Angleterre
- Argentine
- Australie
- Canada
- Fidji
- France
- Italie
- Kenya
- Nouvelle-Zélande
- Portugal
- Russie
- Samoa
- Tunisie
- Écosse

## Phase de poules

### Poule A
| Rang | Pays     | J | V | N | D | Pm | Pe | Diff | Pts |
| ---- | -------- | - | - | - | - | -- | -- | ---- | --- |
| 1    | Fidji    | 3 | 3 | 0 | 0 | 97 | 34 | +63  | 9   |
| 2    | France   | 3 | 2 | 0 | 1 | 57 | 41 | +16  | 7   |
| 3    | Portugal | 3 | 1 | 0 | 2 | 48 | 62 | -14  | 5   |
| 4    | Italie   | 3 | 0 | 0 | 3 | 17 | 82 | -65  | 3   |

|  | Fidji | 26 - 15 | France | Stade de Twickenham, Londres |
|  |       |         |        | Stade de Twickenham, Londres |
|  |       |         |        | Stade de Twickenham, Londres |

|  | Portugal | 24 - 7 | Italie | Stade de Twickenham, Londres |
|  |          |        |        | Stade de Twickenham, Londres |
|  |          |        |        | Stade de Twickenham, Londres |

|  | France | 22 - 10 | Portugal | Stade de Twickenham, Londres |
|  |        |         |          | Stade de Twickenham, Londres |
|  |        |         |          | Stade de Twickenham, Londres |

|  | Fidji | 38 - 5 | Italie | Stade de Twickenham, Londres |
|  |       |        |        | Stade de Twickenham, Londres |
|  |       |        |        | Stade de Twickenham, Londres |

|  | France | 20 - 5 | Italie | Stade de Twickenham, Londres |
|  |        |        |        | Stade de Twickenham, Londres |
|  |        |        |        | Stade de Twickenham, Londres |

|  | Fidji | 33 - 14 | Portugal | Stade de Twickenham, Londres |
|  |       |         |          | Stade de Twickenham, Londres |
|  |       |         |          | Stade de Twickenham, Londres |

### Poule B
| Rang | Pays       | J | V | N | D | Pm | Pe  | Diff | Pts |
| ---- | ---------- | - | - | - | - | -- | --- | ---- | --- |
| 1    | Angleterre | 3 | 2 | 0 | 1 | 96 | 24  | +72  | 7   |
| 2    | Kenya      | 3 | 2 | 0 | 1 | 61 | 40  | +21  | 7   |
| 3    | Australie  | 3 | 2 | 0 | 1 | 71 | 57  | +14  | 7   |
| 4    | Allemagne  | 3 | 0 | 0 | 3 | 19 | 126 | -107 | 3   |

|  | Australie | 24 - 19 | Angleterre | Stade de Twickenham, Londres |
|  |           |         |            | Stade de Twickenham, Londres |
|  |           |         |            | Stade de Twickenham, Londres |

|  | Kenya | 35 - 7 | Allemagne | Stade de Twickenham, Londres |
|  |       |        |           | Stade de Twickenham, Londres |
|  |       |        |           | Stade de Twickenham, Londres |

|  | Kenya | 26 - 7 | Australie | Stade de Twickenham, Londres |
|  |       |        |           | Stade de Twickenham, Londres |
|  |       |        |           | Stade de Twickenham, Londres |

|  | Angleterre | 51 - 0 | Allemagne | Stade de Twickenham, Londres |
|  |            |        |           | Stade de Twickenham, Londres |
|  |            |        |           | Stade de Twickenham, Londres |

|  | Australie | 40 - 12 | Allemagne | Stade de Twickenham, Londres |
|  |           |         |           | Stade de Twickenham, Londres |
|  |           |         |           | Stade de Twickenham, Londres |

|  | Angleterre | 26 - 0 | Kenya | Stade de Twickenham, Londres |
|  |            |        |       | Stade de Twickenham, Londres |
|  |            |        |       | Stade de Twickenham, Londres |

### Poule C
| Rang | Pays           | J | V | N | D | Pm  | Pe | Diff | Pts |
| ---- | -------------- | - | - | - | - | --- | -- | ---- | --- |
| 1    | Afrique du Sud | 3 | 3 | 0 | 0 | 121 | 14 | +107 | 9   |
| 2    | Argentine      | 3 | 2 | 0 | 1 | 50  | 69 | -19  | 7   |
| 3    | Russie         | 3 | 1 | 0 | 2 | 32  | 71 | -39  | 5   |
| 4    | Canada         | 3 | 0 | 0 | 3 | 24  | 73 | -49  | 3   |

|  | Afrique du Sud | 49 - 0 | Argentine | Stade de Twickenham, Londres |
|  |                |        |           | Stade de Twickenham, Londres |
|  |                |        |           | Stade de Twickenham, Londres |

|  | Russie | 15 - 7 | Canada | Stade de Twickenham, Londres |
|  |        |        |        | Stade de Twickenham, Londres |
|  |        |        |        | Stade de Twickenham, Londres |

|  | Argentine | 24 - 10 | Canada | Stade de Twickenham, Londres |
|  |           |         |        | Stade de Twickenham, Londres |
|  |           |         |        | Stade de Twickenham, Londres |

|  | Afrique du Sud | 38 - 7 | Russie | Stade de Twickenham, Londres |
|  |                |        |        | Stade de Twickenham, Londres |
|  |                |        |        | Stade de Twickenham, Londres |

|  | Argentine | 26 - 10 | Russie | Stade de Twickenham, Londres |
|  |           |         |        | Stade de Twickenham, Londres |
|  |           |         |        | Stade de Twickenham, Londres |

|  | Afrique du Sud | 34 - 7 | Canada | Stade de Twickenham, Londres |
|  |                |        |        | Stade de Twickenham, Londres |
|  |                |        |        | Stade de Twickenham, Londres |

### Poule D
| Rang | Pays             | J | V | N | D | Pm  | Pe  | Diff | Pts |
| ---- | ---------------- | - | - | - | - | --- | --- | ---- | --- |
| 1    | Nouvelle-Zélande | 3 | 3 | 0 | 0 | 114 | 19  | +95  | 9   |
| 2    | Samoa            | 3 | 2 | 0 | 1 | 72  | 33  | +39  | 7   |
| 3    | Écosse           | 3 | 1 | 0 | 2 | 45  | 61  | -16  | 5   |
| 4    | Tunisie          | 3 | 0 | 0 | 3 | 12  | 130 | -118 | 3   |

|  | Nouvelle-Zélande | 21 - 12 | Samoa | Stade de Twickenham, Londres |
|  |                  |         |       | Stade de Twickenham, Londres |
|  |                  |         |       | Stade de Twickenham, Londres |

|  | Écosse | 33 - 5 | Tunisie | Stade de Twickenham, Londres |
|  |        |        |         | Stade de Twickenham, Londres |
|  |        |        |         | Stade de Twickenham, Londres |

|  | Samoa | 22 - 5 | Écosse | Stade de Twickenham, Londres |
|  |       |        |        | Stade de Twickenham, Londres |
|  |       |        |        | Stade de Twickenham, Londres |

|  | Nouvelle-Zélande | 59 - 0 | Tunisie | Stade de Twickenham, Londres |
|  |                  |        |         | Stade de Twickenham, Londres |
|  |                  |        |         | Stade de Twickenham, Londres |

|  | Samoa | 38 - 7 | Tunisie | Stade de Twickenham, Londres |
|  |       |        |         | Stade de Twickenham, Londres |
|  |       |        |         | Stade de Twickenham, Londres |

|  | Nouvelle-Zélande | 34 - 7 | Écosse | Stade de Twickenham, Londres |
|  |                  |        |        | Stade de Twickenham, Londres |
|  |                  |        |        | Stade de Twickenham, Londres |

## Phase finale
Résultats de la phase finale

### Tournois principaux

#### Cup
|  | Quarts de finale | Quarts de finale |       |    | Demi-finales | Demi-finales |  |  | Finale | Finale |
|  | Quarts de finale | Quarts de finale |       |    | Demi-finales | Demi-finales |  |  | Finale | Finale |
|  |                  |                  |       |    |              |              |  |  |        |        |
|  |                  |                  |       |    |              |              |  |  |        |        |
|  |                  |                  |       |    |              |              |  |  |        |        |
|  | Fidji            | 33               |       |    |              |              |  |  |        |        |
|  | Fidji            | 33               |       |    |              |              |  |  |        |        |
|  | Kenya            | 14               |       |    |              |              |  |  |        |        |
|  | Kenya            | 14               | Fidji | 21 |              |              |  |  |        |        |
|  |                  |                  | Fidji | 21 |              |              |  |  |        |        |
|  |                  | Nouvelle-Zélande | 17    |    |              |              |  |  |        |        |
|  | Nouvelle-Zélande | Nouvelle-Zélande | 17    | 19 |              |              |  |  |        |        |
|  | Nouvelle-Zélande |                  |       | 19 |              |              |  |  |        |        |
|  | Argentine        | 7                |       |    |              |              |  |  |        |        |
|  | Argentine        | 7                | Fidji | 54 |              |              |  |  |        |        |
|  |                  |                  | Fidji | 54 |              |              |  |  |        |        |
|  |                  | Samoa            | 15    |    |              |              |  |  |        |        |
|  | Samoa            | Samoa            | 15    | 24 |              |              |  |  |        |        |
|  | Samoa            |                  |       | 24 |              |              |  |  |        |        |
|  | Afrique du Sud   | 14               |       |    |              |              |  |  |        |        |
|  | Afrique du Sud   | 14               | Samoa | 15 |              |              |  |  |        |        |
|  |                  |                  | Samoa | 15 |              |              |  |  |        |        |
|  |                  | Angleterre       | 7     |    |              |              |  |  |        |        |
|  | Angleterre       | Angleterre       | 7     | 14 |              |              |  |  |        |        |
|  | Angleterre       |                  |       | 14 |              |              |  |  |        |        |
|  | France           | 7                |       |    |              |              |  |  |        |        |
|  | France           | 7                |       |    |              |              |  |  |        |        |

#### Bowl
|  | Quarts de finale | Quarts de finale |          |    | Demi-finales | Demi-finales |  |  | Finale | Finale |
|  | Quarts de finale | Quarts de finale |          |    | Demi-finales | Demi-finales |  |  | Finale | Finale |
|  |                  |                  |          |    |              |              |  |  |        |        |
|  |                  |                  |          |    |              |              |  |  |        |        |
|  |                  |                  |          |    |              |              |  |  |        |        |
|  | Portugal         | 26               |          |    |              |              |  |  |        |        |
|  | Portugal         | 26               |          |    |              |              |  |  |        |        |
|  | Allemagne        | 10               |          |    |              |              |  |  |        |        |
|  | Allemagne        | 10               | Portugal | 24 |              |              |  |  |        |        |
|  |                  |                  | Portugal | 24 |              |              |  |  |        |        |
|  |                  | Écosse           | 12       |    |              |              |  |  |        |        |
|  | Écosse           | Écosse           | 12       | 24 |              |              |  |  |        |        |
|  | Écosse           |                  |          | 24 |              |              |  |  |        |        |
|  | Canada           | 19               |          |    |              |              |  |  |        |        |
|  | Canada           | 19               | Portugal | 45 |              |              |  |  |        |        |
|  |                  |                  | Portugal | 45 |              |              |  |  |        |        |
|  |                  | Russie           | 0        |    |              |              |  |  |        |        |
|  | Russie           | Russie           | 0        | 10 |              |              |  |  |        |        |
|  | Russie           |                  |          | 10 |              |              |  |  |        |        |
|  | Tunisie          | 5                |          |    |              |              |  |  |        |        |
|  | Tunisie          | 5                | Russie   | 21 |              |              |  |  |        |        |
|  |                  |                  | Russie   | 21 |              |              |  |  |        |        |
|  |                  | Australie        | 5        |    |              |              |  |  |        |        |
|  | Australie        | Australie        | 5        | 19 |              |              |  |  |        |        |
|  | Australie        |                  |          | 19 |              |              |  |  |        |        |
|  | Italie           | 5                |          |    |              |              |  |  |        |        |
|  | Italie           | 5                |          |    |              |              |  |  |        |        |

### Matchs de classement

#### Plate
|  | Demi-finales   | Demi-finales |                |    | Finale | Finale |
|  | Demi-finales   | Demi-finales |                |    | Finale | Finale |
|  |                |              |                |    |        |        |
|  |                |              |                |    |        |        |
|  |                |              |                |    |        |        |
|  | Afrique du Sud | 19           |                |    |        |        |
|  | Afrique du Sud | 19           |                |    |        |        |
|  | France         | 14           |                |    |        |        |
|  | France         | 14           | Afrique du Sud | 42 |        |        |
|  |                |              | Afrique du Sud | 42 |        |        |
|  |                | Kenya        | 7              |    |        |        |
|  | Kenya          | Kenya        | 7              | 19 |        |        |
|  | Kenya          |              |                | 19 |        |        |
|  | Argentine      | 14           |                |    |        |        |
|  | Argentine      | 14           |                |    |        |        |

#### Shield
|  | Demi-finales | Demi-finales |        |    | Finale | Finale |
|  | Demi-finales | Demi-finales |        |    | Finale | Finale |
|  |              |              |        |    |        |        |
|  |              |              |        |    |        |        |
|  |              |              |        |    |        |        |
|  | Italie       | 41           |        |    |        |        |
|  | Italie       | 41           |        |    |        |        |
|  | Tunisie      | 0            |        |    |        |        |
|  | Tunisie      | 0            | Italie | 17 |        |        |
|  |              |              | Italie | 17 |        |        |
|  |              | Canada       | 12     |    |        |        |
|  | Canada       | Canada       | 12     | 29 |        |        |
|  | Canada       |              |        | 29 |        |        |
|  | Allemagne    | 17           |        |    |        |        |
|  | Allemagne    | 17           |        |    |        |        |

## Bilan
Statistiques sportives 
- Meilleur marqueur du tournoi :  Lepani Nabuliwaqa (9 essais)
- Meilleur réalisateur du tournoi :  Neumi Nanuku (66 points)

Affluences